# Eyeborg
Das Eyeborg oder Eye-Borg ist ein kybernetisches Gerät, das dazu dient, Farben mit Hilfe von akustischen Signalen wahrzunehmen. Es ist für Blinde oder Menschen mit Farbenfehlsichtigkeit wie Deuteranopie (Grünblindheit) oder Achromatopsie (Farbenblindheit) gedacht. Eine am Kopf angebrachte Kamera zeichnet die Farben, die sich unmittelbar vor dem Träger befinden, in Schallwellen um, die über einen Lautsprecher im Ohr des Trägers wiedergegeben werden. Die Frequenz des Tons ändert sich in Abhängigkeit von der Farbe.
Das erste Eyeborg Gerät wurde 2003 in England von Adam Montandon in Zusammenarbeit mit Neil Harbisson, einem farbenblinden Künstler, entwickelt. Die Erfindung erhielt unter dem Projektnamen Bridging the Island of the Colourblind den Ersten Preis des Innovation Award der University of Plymouth, einen Preis, der den besten britischen Neuentwicklungen verliehen wird, und gewann den Ersten Preis in der Kategorie Content Tools & Interface Design des Europrix Multimedia Award 2004.